# ジョー・マンティプリー
- ジョー・マンティプライ

ジョゼフ・ニューマン・マンティプリー（Joseph Newman Mantiply, 英語発音：/ˌmæntiˈplaɪ, ˈmæntiˌpli/；1991年3月1日 - ）は、アメリカ合衆国バージニア州ダンビル出身のプロ野球選手（投手）。左投右打。現在は、フリーエージェント（FA）。
メディアによっては「マンティプライ」と表記されることもある。

## 経歴

### プロ入り前
2009年のMLBドラフト48巡目（全体1454位）でニューヨーク・メッツから指名されたが、この時は契約せずにバージニア工科大学へ進学した。
2012年のMLBドラフト28巡目（全体878位）でフィラデルフィア・フィリーズから指名されたが、この時も契約しなかった。

### プロ入りとタイガース時代
2013年のMLBドラフト27巡目（全体816位）でデトロイト・タイガースから指名され、プロ入り。契約後、傘下のA-級コネチカット・タイガースでプロデビュー。13試合（先発12試合）に登板して0勝1敗、防御率2.04、30奪三振を記録した。
2014年はA級ウェストミシガン・ホワイトキャップスとAA級エリー・シーウルブズでプレーし、2球団合計で46試合に登板して6勝3敗9セーブ、防御率2.52、86奪三振を記録した。オフにはアリゾナ・フォールリーグに参加し、グレンデール・デザートドッグスに所属した。
2015年はAA級エリーとAAA級トレド・マッドヘンズでプレーし、2球団合計で39試合に登板して4勝2敗3セーブ、防御率2.27、50奪三振を記録した。
2016年、マイナーではAA級エリーとAAA級トレドでプレーし、2球団合計で56試合（先発1試合）に登板して4勝2敗1セーブ、防御率2.73、69奪三振を記録した。9月3日にメジャー契約を結んでアクティブ・ロースター入りし、 同日のカンザスシティ・ロイヤルズ戦でメジャーデビュー。この年メジャーでは5試合に登板して防御率16.88だった。

### ヤンキース傘下時代
2016年11月8日にウェイバー公示を経てニューヨーク・ヤンキースへ移籍した。直後に一旦自由契約となるも、ほどなくマイナー契約で再契約した。
2017年は傘下のAAA級スクラントン・ウィルクスバリ・レイルライダースでプレーし、21試合に登板して1勝0敗、防御率4.38、20奪三振を記録した。オフの11月7日にFAとなった。

### レッズ傘下時代
2017年11月13日にシンシナティ・レッズとマイナー契約を結び、2018年のスプリングトレーニングには招待選手として参加した。
2018年は3月にトミー・ジョン手術を受けたため、シーズンを全休した。
2019年は2年ぶりに公式戦復帰を果たし、傘下のAA級チャタヌーガ・ルックアウツとAAA級ルイビル・バッツでプレーした。

### ヤンキース時代
2019年8月9日に金銭とのトレードで、ヤンキースへ移籍した。移籍後はAAA級スクラントンへ配属され、直後の8月11日にメジャー契約を結んでアクティブ・ロースター入りすると、翌日のボルチモア・オリオールズとのダブルヘッダー第2試合で2番手としてこの試合でのヤンキース投手陣最長イニングの3回を投げてメジャー初勝利を挙げた。だが、その翌日の8月13日にDFAとなり、16日にマイナー契約でAAA級スクラントンへ配属された。オフの11月4日にFAとなった。

### ダイヤモンドバックス時代
2020年1月3日にアリゾナ・ダイヤモンドバックスとマイナー契約を結び、スプリングトレーニングに招待選手として参加することになった。シーズンでは9月1日にメジャー契約を結んでアクティブ・ロースター入りすると、4試合に登板した。9月28日にDFAとなり、10月1日にマイナー契約となった。
2021年は5月のマイナーリーグ開幕から傘下のAAA級リノ・エーシズでプレーしていた。5月15日にメジャー契約を結んでアクティブ・ロースター入りすると、そこから左のリリーフとしてメジャーに定着し、最終的に57試合に登板して0勝3敗11ホールド、防御率3.40、38奪三振を記録した。
2022年は開幕からメジャーに帯同し、7月にはチームからただ1人オールスターに選出された。最終的に69試合に登板して2勝5敗2セーブ22ホールド、防御率2.85、61奪三振を記録した。
2023年は35試合に登板して2勝2敗1ホールド、防御率4.62、28奪三振を記録した。
2024年はキャリアハイとなる75試合に登板。こちらもキャリアハイとなる6勝（2敗1セーブ）、16ホールドを記録した。
2025年は開幕から9.2イニングを投げ、防御率15.83と、近年の成績から大きく成績を落とし、5月30日にDFAとなり、6月2日に自由契約となった。

## 選手としての特徴
シンカーを主な武器としており、フォーシーム、カーブ、チェンジアップを織り交ぜる投球を見せる。

## 詳細情報

### 年度別投手成績
| 年 度    | 球 団    | 登 板 | 先 発 | 完 投 | 完 封 | 無 四 球 | 勝 利 | 敗 戦 | セ 丨 ブ | ホ 丨 ル ド | 勝 率 | 打 者 | 投 球 回 | 被 安 打 | 被 本 塁 打 | 与 四 球 | 敬 遠 | 与 死 球 | 奪 三 振 | 暴 投 | ボ 丨 ク | 失 点 | 自 責 点 | 防 御 率 | W H I P |
| -------- | -------- | ----- | ----- | ----- | ----- | -------- | ----- | ----- | -------- | ----------- | ----- | ----- | -------- | -------- | ----------- | -------- | ----- | -------- | -------- | ----- | -------- | ----- | -------- | -------- | ------- |
| 2016     | DET      | 5     | 0     | 0     | 0     | 0        | 0     | 0     | 0        | 0           | ----  | 16    | 2.2      | 5        | 1           | 2        | 1     | 0        | 2        | 0     | 0        | 5     | 5        | 16.88    | 3.38    |
| 2019     | NYY      | 1     | 0     | 0     | 0     | 0        | 1     | 0     | 0        | 0           | 1.000 | 14    | 3.0      | 3        | 1           | 2        | 0     | 0        | 2        | 0     | 0        | 2     | 2        | 9.00     | 1.67    |
| 2020     | ARI      | 4     | 0     | 0     | 0     | 0        | 0     | 0     | 0        | 0           | ----  | 15    | 2.1      | 3        | 0           | 4        | 0     | 0        | 2        | 0     | 0        | 2     | 2        | 15.43    | 3.00    |
| 2021     | ARI      | 57    | 0     | 0     | 0     | 0        | 0     | 3     | 0        | 11          | .000  | 177   | 39.2     | 45       | 1           | 17       | 3     | 1        | 38       | 2     | 0        | 24    | 15       | 3.40     | 1.56    |
| 2022     | ARI      | 69    | 0     | 0     | 0     | 0        | 2     | 5     | 2        | 22          | .286  | 243   | 60.0     | 59       | 6           | 6        | 0     | 3        | 61       | 3     | 1        | 22    | 19       | 2.85     | 1.08    |
| 2023     | ARI      | 35    | 3     | 0     | 0     | 0        | 2     | 2     | 0        | 1           | .500  | 157   | 39.0     | 35       | 4           | 9        | 1     | 0        | 28       | 1     | 0        | 22    | 20       | 4.62     | 1.13    |
| 2024     | ARI      | 75    | 2     | 0     | 0     | 0        | 6     | 2     | 1        | 16          | .750  | 243   | 59.2     | 52       | 1           | 18       | 7     | 0        | 53       | 3     | 1        | 27    | 26       | 3.92     | 1.17    |
| 2025     | ARI      | 10    | 0     | 0     | 0     | 0        | 0     | 1     | 0        | 0           | .000  | 58    | 9.2      | 26       | 5           | 3        | 1     | 1        | 8        | 0     | 0        | 17    | 17       | 15.83    | 3.00    |
| MLB：7年 | MLB：7年 | 246   | 5     | 0     | 0     | 0        | 11    | 12    | 3        | 50          | .478  | 865   | 206.1    | 204      | 14          | 58       | 12    | 4        | 186      | 9     | 2        | 107   | 92       | 4.01     | 1.27    |

- 2024年度シーズン終了時

### ポストシーズン投手成績
| 年 度     | 球 団     | シ リ ｜ ズ | 登 板 | 先 発 | 勝 利 | 敗 戦 | セ ｜ ブ | 打 者 | 投 球 回 | 被 安 打 | 被 本 塁 打 | 与 四 球 | 敬 遠 | 与 死 球 | 奪 三 振 | 暴 投 | ボ ｜ ク | 失 点 | 自 責 点 | 防 御 率 |
| --------- | --------- | ----------- | ----- | ----- | ----- | ----- | -------- | ----- | -------- | -------- | ----------- | -------- | ----- | -------- | -------- | ----- | -------- | ----- | -------- | -------- |
| 2023      | ARI       | NLWC        | 1     | 0     | 1     | 0     | 0        | 3     | 0.2      | 0        | 0           | 1        | 0     | 0        | 0        | 0     | 0        | 0     | 0        | 0.00     |
| 2023      | ARI       | NLDS        | 2     | 0     | 1     | 0     | 0        | 6     | 2.0      | 0        | 0           | 0        | 0     | 0        | 2        | 0     | 0        | 0     | 0        | 0.00     |
| 2023      | ARI       | NLCS        | 4     | 1     | 0     | 0     | 0        | 15    | 2.2      | 5        | 0           | 2        | 1     | 0        | 2        | 0     | 0        | 4     | 3        | 10.13    |
| 2023      | ARI       | WS          | 2     | 1     | 0     | 1     | 0        | 9     | 2.1      | 1        | 0           | 1        | 0     | 0        | 2        | 0     | 0        | 1     | 1        | 3.86     |
| 出場：1回 | 出場：1回 | 出場：1回   | 9     | 2     | 2     | 1     | 0        | 33    | 7.2      | 6        | 0           | 4        | 1     | 0        | 6        | 0     | 0        | 5     | 4        | 4.70     |

- 2024年度シーズン終了時

### 年度別守備成績
| 年 度 | 球 団 | 投手（P） | 投手（P） | 投手（P） | 投手（P） | 投手（P） | 投手（P） |
| 年 度 | 球 団 | 試 合     | 刺 殺     | 補 殺     | 失 策     | 併 殺     | 守 備 率  |
| ----- | ----- | --------- | --------- | --------- | --------- | --------- | --------- |
| 2016  | DET   | 5         | 0         | 1         | 0         | 0         | 1.000     |
| 2019  | NYY   | 1         | 2         | 1         | 0         | 0         | 1.000     |
| 2020  | ARI   | 4         | 0         | 0         | 0         | 0         | ----      |
| 2021  | ARI   | 57        | 2         | 6         | 0         | 1         | 1.000     |
| 2022  | ARI   | 69        | 2         | 5         | 0         | 0         | 1.000     |
| 2023  | ARI   | 35        | 1         | 11        | 0         | 0         | 1.000     |
| 2024  | ARI   | 75        | 4         | 7         | 1         | 1         | .917      |
| MLB   | MLB   | 246       | 11        | 31        | 1         | 2         | .977      |

- 2024年度シーズン終了時

### 記録
- MLBオールスターゲーム選出：1回（2022年）

### 背番号
- 46（2016年）
- 74（2019年）
- 36（2020年）
- 35（2021年 - 2025年5月13日）